# 임준석
임준석(1994년 10월 20일 ~ )은 대한민국의 축구 선수이다.

## 클럽 경력
2018시즌을 앞두고 K리그2의 부천 FC 1995에 입단했다.
2020시즌을 앞두고 FC 안양에 입단하며 프로 무대로 돌아왔다.